# Ruusmäe
Koordinaten: 57° 38′ N, 27° 5′ O

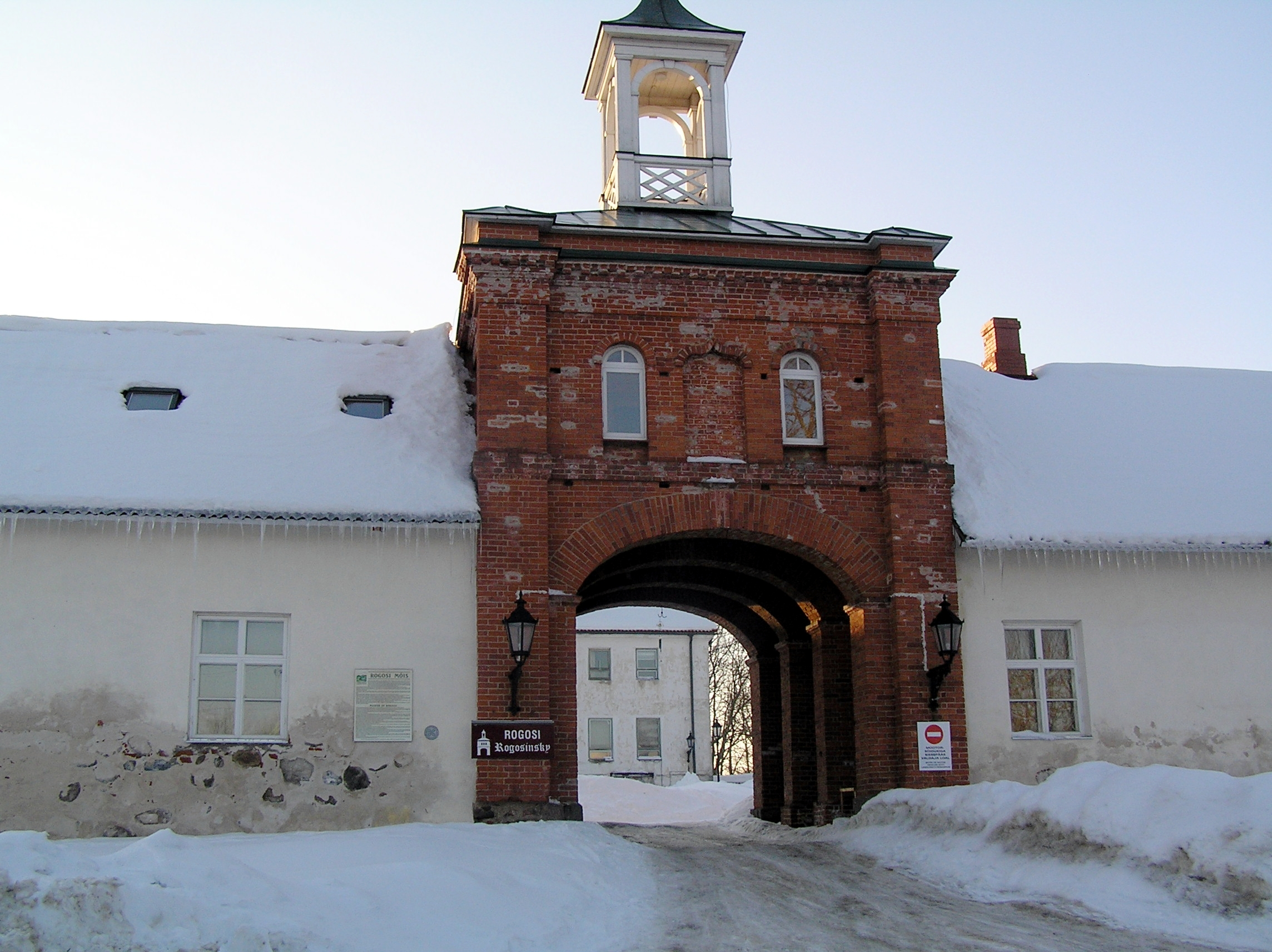
Einfahrt zum Gut

Ruusmäe (historischer deutscher Name Rogosinsky; amtlicher estnischer Name bis 1. April 1939 Rogosi) ist ein Dorf (estnisch küla) in der Landgemeinde Rõuge (bis 2017 Haanja) im estnischen Landkreis Võru. Es liegt 28 Kilometer von der Stadt Võru entfernt.

## Lage und Beschreibung
Das Dorf im äußersten Südosten des Landes hat 46 Einwohner (Stand 2006). Der Jaanimäe-Park von Ruusmäe ist vor allem für seinen Eichenbestand bekannt. In der Nähe befindet sich der Ruusmäe-See (Ruusmäe järv bzw. Rogosi järv) mit einer Fläche von 3,9 Hektar.
In Ruusmäe befindet sich ein 80 Meter hoher Funksendemast.

## Gut Rogosi
Das Gut Rogosi entstand wahrscheinlich im 16. Jahrhundert, als das Kirchspiel Rauge in Livland zum polnischen Reich gehörte. Das Rittergut wurde erstmals 1591 urkundlich erwähnt. Sein Name lehnte sich an den damaligen Eigentümer an, Fürst Stanisław Rogoziński (Eigentümer von 1603 bis 1625).
1629 belehnte der neue Herrscher Livlands, der schwedische König Gustav II. Adolf, den Berliner Gymnasialdirektor Clas Hermann von Liebsdorff mit dem Gut. 1776 gelangte das Gut durch Heirat in das Eigentum der deutschbaltischen Familie von Glasenapp. Im Zuge der estnischen Landreform wurde der Großteil des Guts 1919 enteignet. Seit 1934 befand sich im Herrenhaus eine Schule.
Die Gutshäuser entstanden an der Stelle einer mittelalterlichen Burg. Das zweigeschossige Herrenhaus im Stil des Barock mit seinem Mansarddach und die Wirtschaftsgebäude gruppieren sich um einen repräsentativen Innenhof. Die Anlage wirkt daher wie eine nach allen Seiten geschützte Kastellburg. Sie erhielt im letzten Viertel des 18. Jahrhunderts ihr heutiges Gepräge. Von drei Seiten ist sie von Wasser umgeben.
Das Hauptgebäude wurde nochmals in der zweiten Hälfte des 19. Jahrhunderts umgestaltet und nach der Wiedererlangung der estnischen Unabhängigkeit grundlegend renoviert. Im ehemaligen Wachturm des Gutes mit seinem historizistischen Turmhelm ist heute ein Heimatmuseum untergebracht. Einige Gebäude dienen heute als Hotel- und Seminarzentrum.